# Pavillon Bellevue du CNRS
Le Pavillon Bellevue du CNRS est un bâtiment situé dans le quartier de Bellevue à Meudon dans les Hauts-de-Seine. Il fut initialement un  hôtel construit pour les curistes pensionnaires de l'établissement hydrothérapique fondé en 1846 par le docteur Louis Désiré Fleury, et où se croisèrent entre autres célébrités, en 1857, Théodore de Banville et le comédien Frédérick Lemaître. Édouard Manet y séjourna avec son épouse en 1879. 

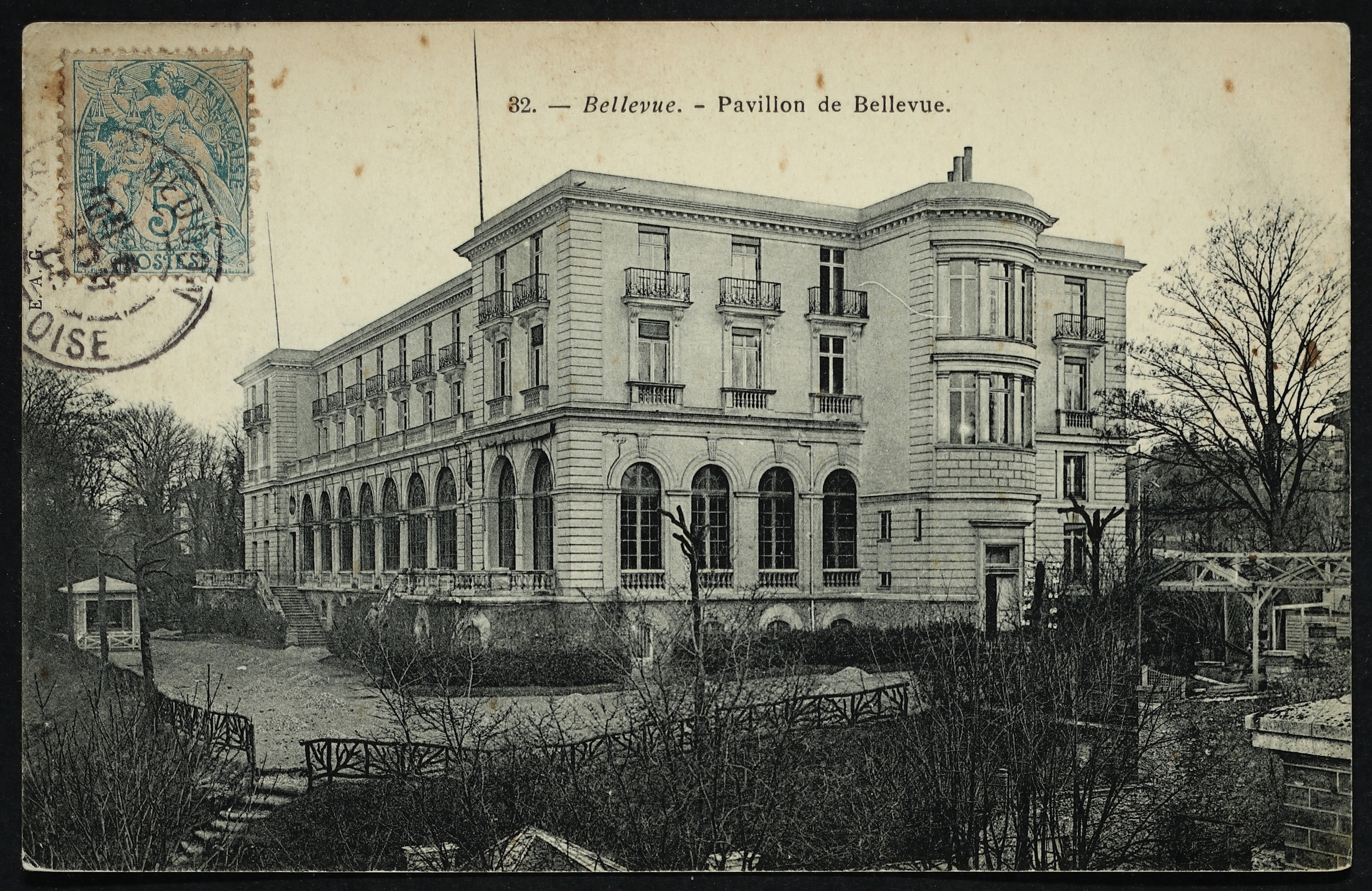
Hôtel du pavillon de Bellevue.

En 1881, il fut transformé en hôtel-restaurant sous la dénomination Grand Hôtel de Bellevue géré par la société hôtelière du même nom. Le restaurant situé au rez-de-chaussée connu sous l'appellation Pavillon de Bellevue bénéficia à partir de 1893 de l'ouverture et du succès immédiat du funiculaire de Bellevue reliant la gare et l'appontement des bateaux-omnibus du Bas-Meudon au belvédère de Bellevue. Louis Paillard, restaurateur parisien de renom (2, rue de la Chaussée d'Antin) fit l'acquisition du grand hôtel en 1910 et l'exploita sous le nom de Paillard Bellevue Palace jusqu'à sa faillite survenue en juillet 1913. 

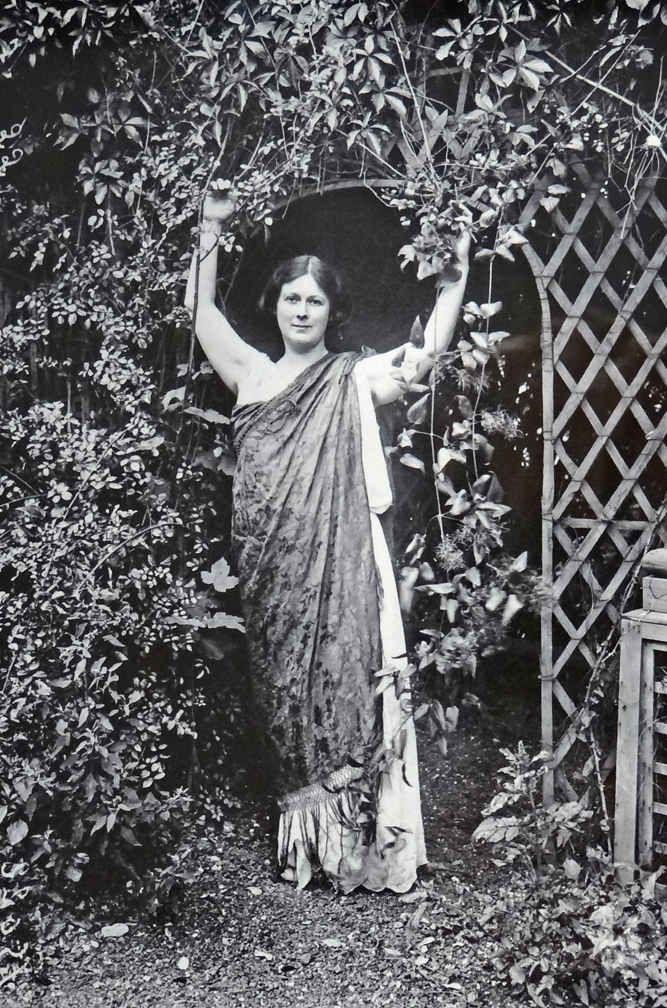
Isadora Duncan à Bellevue.

Cette même année 1913, Paris Eugène Singer (1867-1932), richissime héritier de l'inventeur de la machine à coudre domestique Isaac Merrit Singer, le racheta et le céda à sa maîtresse, Isadora Duncan (1878-1927). La célèbre danseuse "aux pieds nus" et au destin tragique, perturbée par la perte de ses deux jeunes enfants noyés au mois d'avril précédent dans la Seine à bord d'une voiture sans chauffeur, fonda alors – après son école de danse installée à proximité de sa résidence (68 rue Chauveau à Neuilly-sur-Seine) et du lieu de l'accident (boulevard Bourdon) – dans sa nouvelle propriété de Bellevue une autre école, dite Le Dyonision.
Peu après le début de la Grande Guerre, Isadora Duncan mit l'Hôtel de Bellevue à disposition de l'armée pour l'installation d'un hôpital militaire et amena ses élèves aux États-Unis. De retour en France, elle trouva sa propriété dans un état de délabrement tel qu'elle décida en 1919 de la vendre à l'Office des Inventions qui deviendra Office national des Recherches Scientifiques et Industrielles et des Inventions (ONRSI) en 1922 puis CNRS (Centre national de la recherche scientifique) en 1939.
Dans les années 1950/1960, le CNRS fait édifier plusieurs bâtiments annexes autour du pavillon, l'un d'entre eux masquant totalement la perspective sur le pavillon depuis le centre-ville de Meudon. Ce dernier est finalement démoli en 2012, concomitamment à la surélévation du pavillon Bellevue d'un étage,. Dans la foulée, le CNRS envisageait de céder une partie de son emprise à un groupement de promoteurs pour y réaliser à la fois des logements et des bureaux (lesquels devaient remplacer les autres bâtiments annexes qui auraient été démolis à leur tour). Un permis de construire est déposé en 2015, suscitant des oppositions locales quant à l'impact du projet sur les circulations douces, le stationnement et les perspectives paysagères. Après plusieurs revirements,,, le CNRS se sépare finalement de la partie ouest du site en février 2023, sur injonction de son ministère de tutelle,. Les personnels et leurs activités sont relocalisés en urgence dans le pavillon ou dans d'autres locaux du CNRS à Gif-sur-Yvette.